# Jejsing
Jejsing (dt. Jeising) ist ein Ort mit 439 Einwohnern (1. Januar 2025) in der süddänischen Tønder Kommune nahe der Dänisch-Deutschen Grenze. Jejsing liegt (Luftlinie) etwa 6,5 km östlich von Tønder, 8 km westlich von Bylderup-Bov, 13,5 km südlich von Løgumkloster und 8,5 km nordöstlich von Süderlügum in Schleswig-Holstein.

## Geschichte
1867 wurde in Jejsing ein Bahnhof gebaut, welcher im Juni desselben Jahres eröffnet wurde. Der Bahnhof lag an der Bahnstrecke Tønder–Tinglev. Das Dorf Jejsing entwickelte sich südlich des Bahnhofs. 1971 wurde der Personenverkehr eingestellt und das Bahnhofsgebäude abgerissen.

## Sonstiges
Die Hostrup Kirke befindet sich (Luftlinie) circa 1 km nördlich des Ortes in Hostrup.
Im Nordwesten von Jejsing liegt der deutsche Kindergarten der Deutschen Minderheit in Nordschleswig.
2012 wurde die Jejsing Friskole gegründet, nachdem die öffentliche Schule geschlossen wurde.

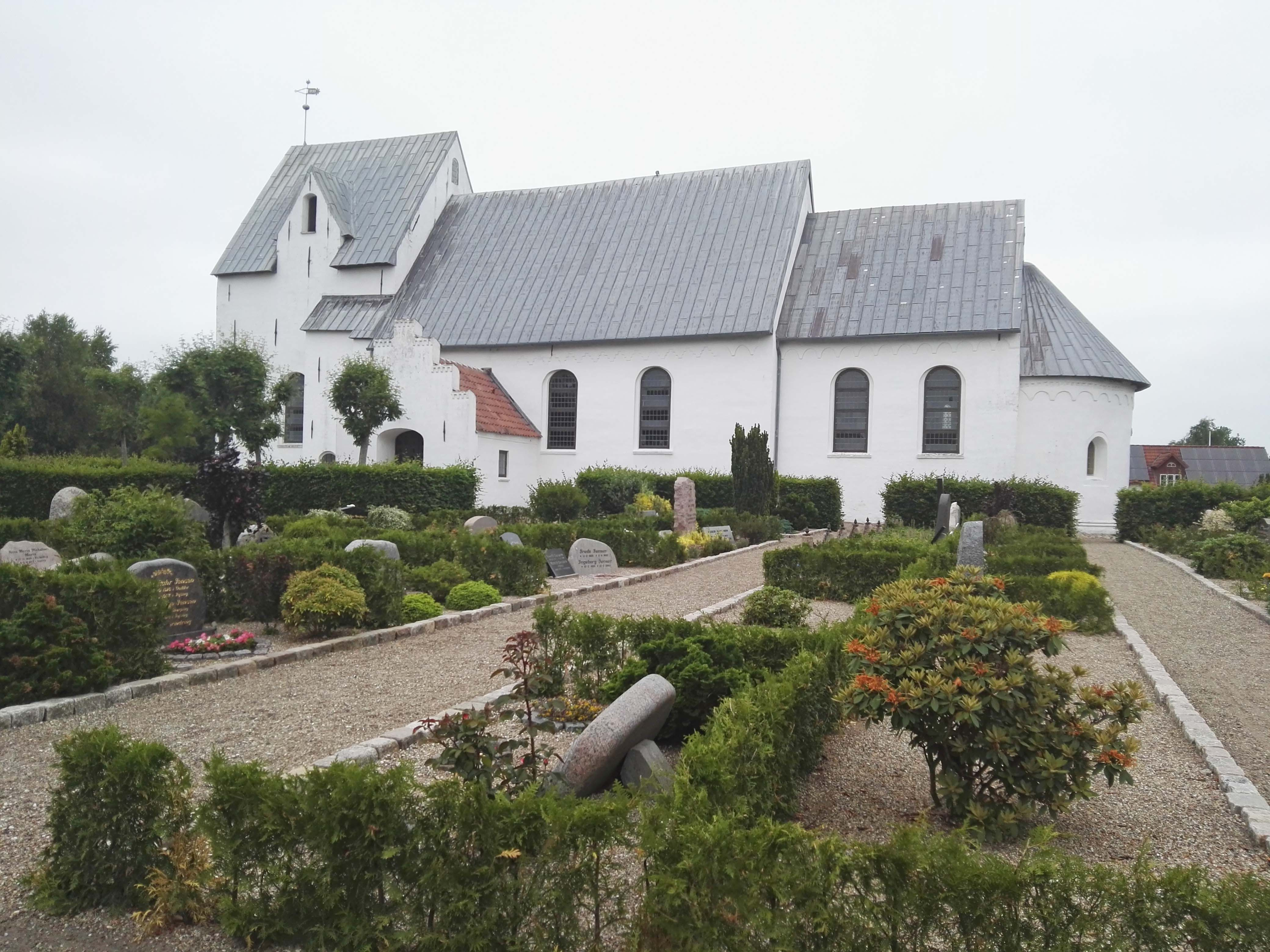
Hostrup Kirk
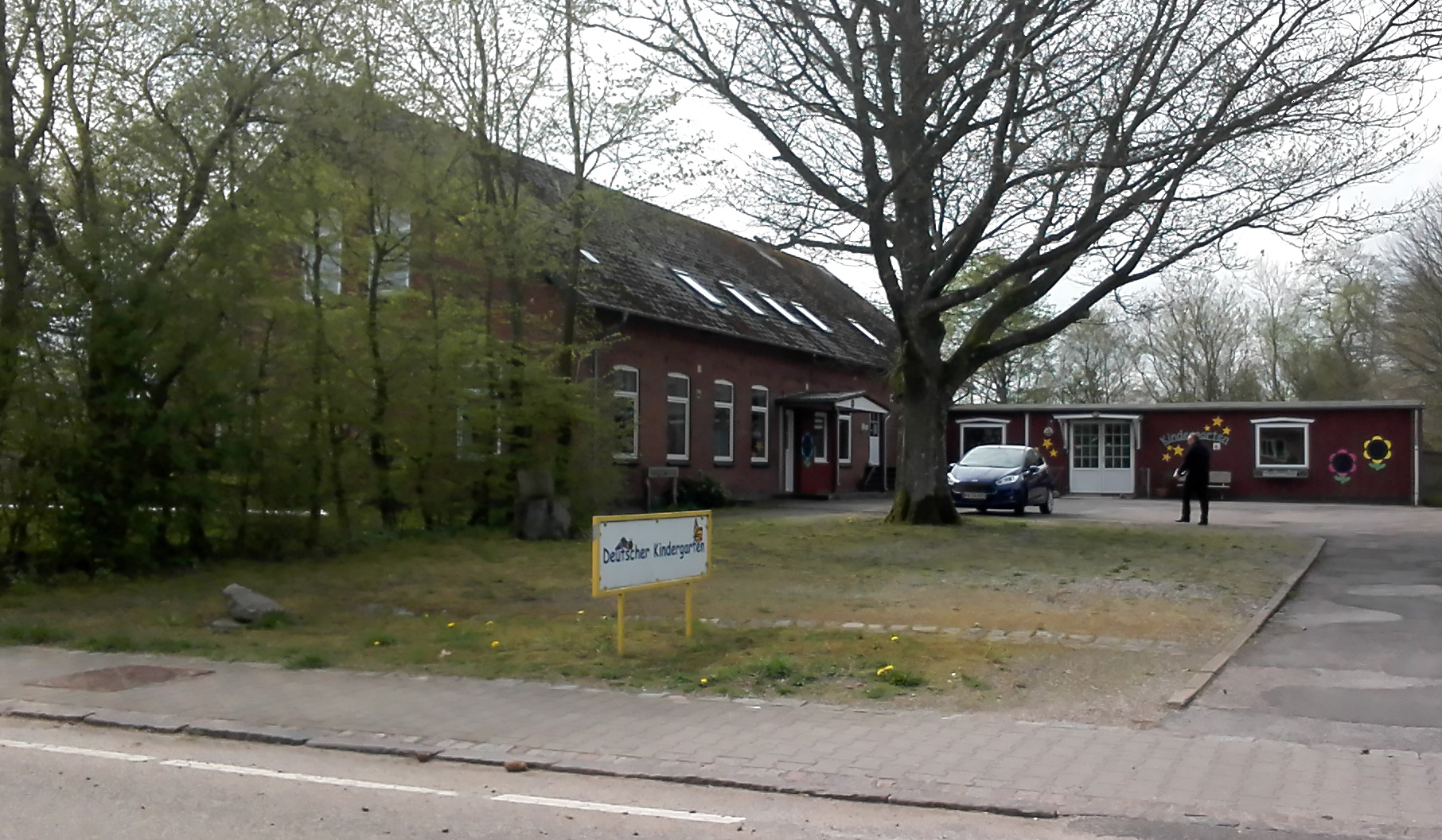
Deutscher Kindergarten
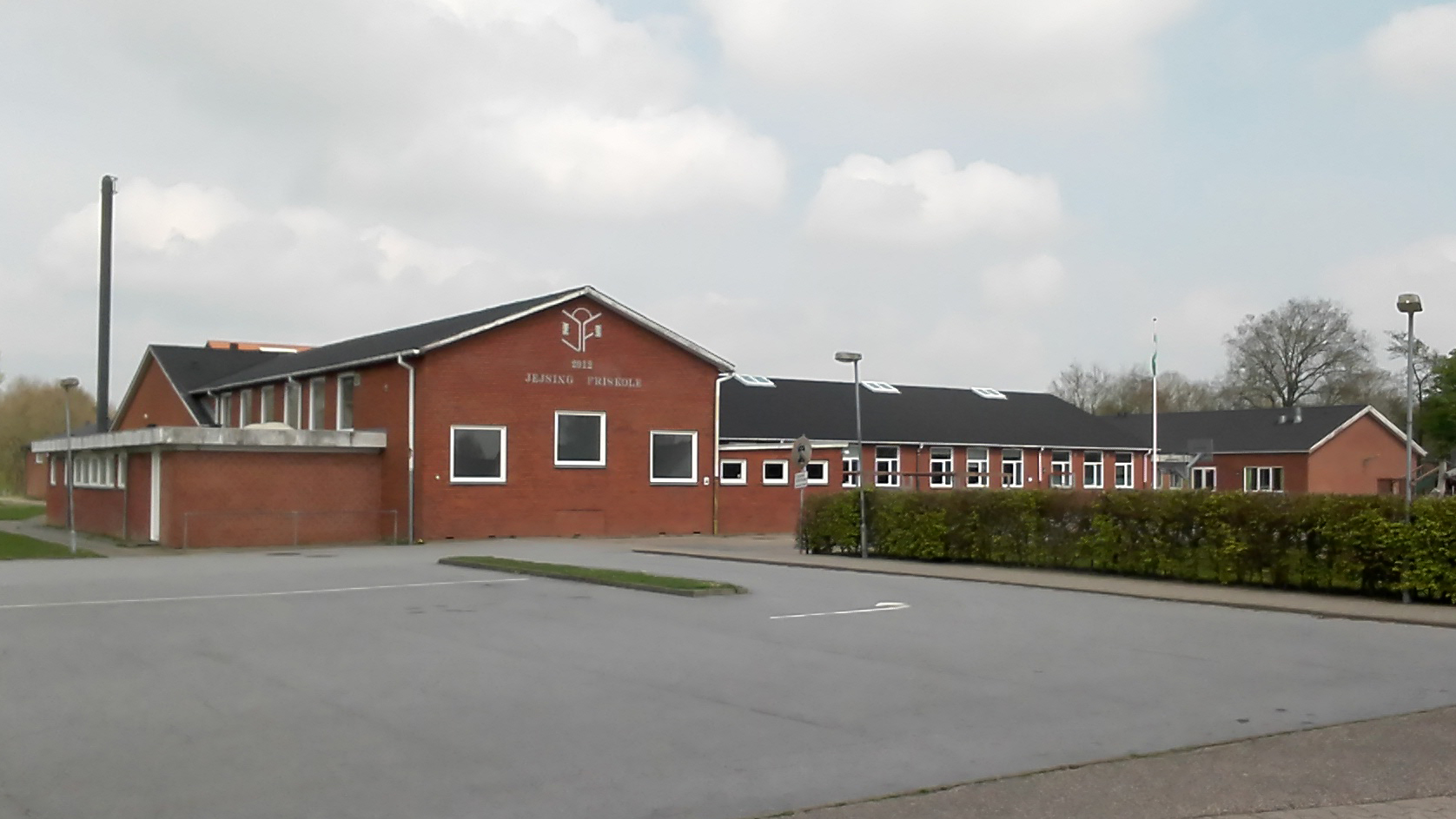
Jejsing Friskole